# Peter Fröberg Idling

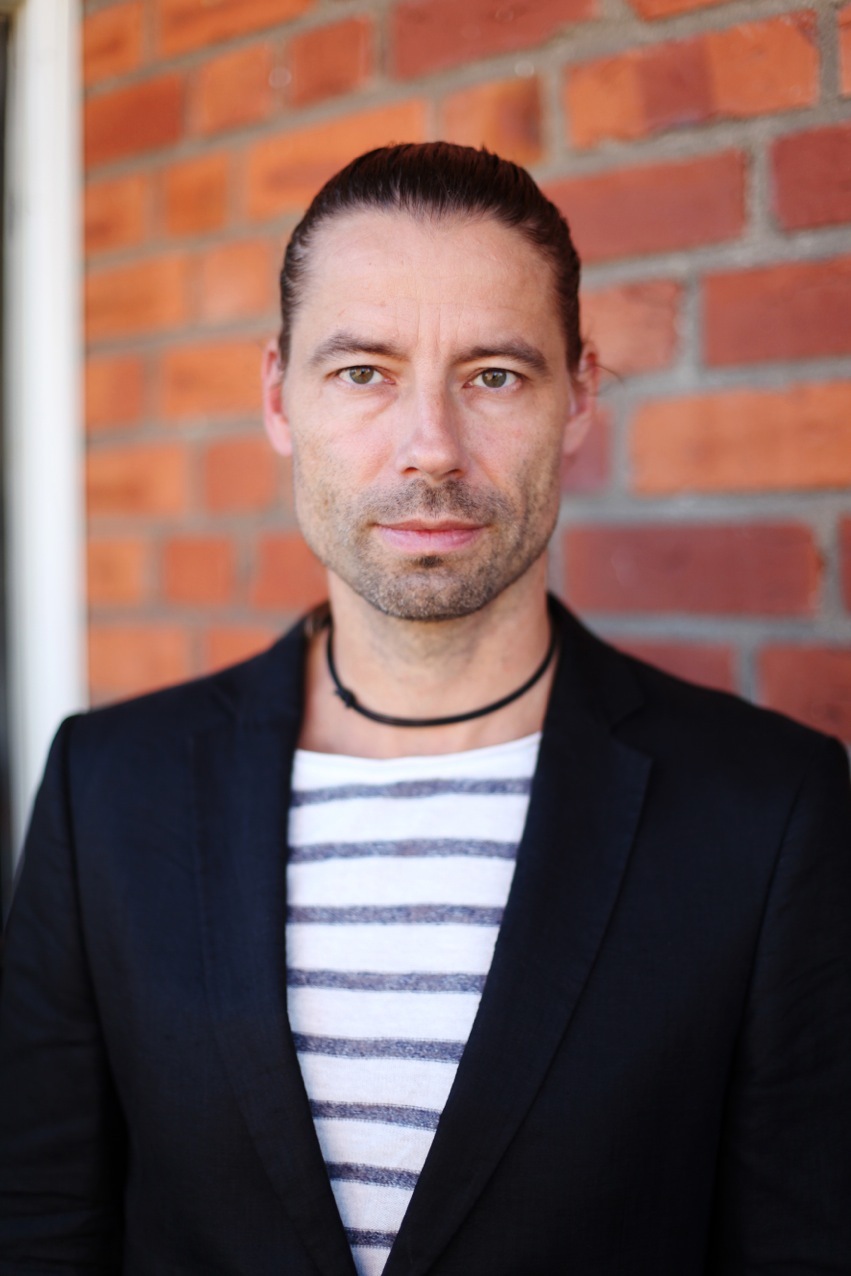

Peter Fröberg Idling (Stockholm, 1972) is een Zweedse schrijver en literair criticus. Hij studeerde rechten en bracht twee jaar door in Cambodja. Daar werkte hij als juridisch adviseur bij een mensenrechtenorganisatie. Zijn eerste boek met literaire non-fictie Pol Pots leende werd in zeven talen vertaald (in het Nederlands in 2009 als De glimlach van Pol Pot) en genomineerd voor verschillende literaire onderscheidingen. 
In 2015 werd het bewerkt voor het podium en ging het als theaterstuk in première in Berlijn.
Het boek gaat over de reconstructie van de gang van zaken bij het bezoek in augustus 1978 aan het Democratisch Kampuchea van Pol Pot door een Zweedse delegatie van vier kritiekloze fellow-travellers, onder wie de Zweedse schrijver Jan Myrdal, zoon van de politiek econoom Gunnar Myrdal, die onder meer bekend werd als de schrijver van het in 1968 verschenen boek Asian Drama - An Inquiry into the Poverty of Nations over de oorzaken van de armoede in Azië. 
Teruggekeerd in Zweden beschrijven ze de "nieuwe orde" na de revolutie van de Rode Khmer sinds april 1975, waarna de banden met het buitenland waren verbroken, als een zeer succesvol project. Het zou zelfs een voorbeeld kunnen zijn voor andere ontwikkelingslanden. Amper een half jaar later volgt echter de onthulling dat onder het regime van Pol Pot dat begin 1979 door een Vietnamese invasie ten val werd gebracht, een genocide plaatsvond en bijna twee miljoen mensen waren geëxecuteerd of omgekomen door dwangarbeid, ondervoeding en ziekte. Wat de delegatie had gezien, moest een propagandistische façade zijn geweest, een soort Potemkin-dorpen, waarin de bevolking tevoren was geïnstrueerd wat de bezoekers te vertellen en waarbij de verschrikkelijke werkelijkheid werd verbloemd.
Fröberg Idling staat in dit boek stil bij de vraag door welke oorzaken de delegatie daaromtrent niets gemerkt leek te hebben. Er leek sprake van een soort ideologisch zelfbedrog. Hij interviewt de leden van de delegatie (behalve Jan Myrdal, die niet thuis geeft) en reist naar Cambodja, bezoekt er dezelfde plaatsen als de delegatie destijds in 1978, spreekt met meerdere overlevenden ter plaatse en speurt naar vermiste personen. Onder meer interviewt hij er ook Pol Pot en Khieu Samphan, de inmiddels bejaarde leiders van de Rode Khmer. Terwijl hij aan het boek werkt wordt Pot door een tribunaal tot een levenslange gevangenisstraf veroordeeld en kort daarna komt hij te overlijden. Samphan, die toen nog vervolgd werd, weigerde de beantwoording van de meeste vragen die Fröberg Idling hem stelt.
Onder de vermisten naar wie hij zoekt bevond zich ook de Cambodjaanse partner van een van de delegatieleden: Fröberg Idling schrijft hem te herkennen op een foto van een van de 14.000 slachtoffers van de beruchte martelgevangenis Tuol Sleng. Hij vraagt zich in het boek af hoe de delegatie zulke oogkleppen op kon hebben. Voor hun reis hadden de delegatieleden afgesproken geen vragen te zullen stellen naar de verhalen over verdwijningen en massamoorden die reeds rondgingen in de westerse media: die moesten allemaal wel "imperialistische propaganda" zijn. Tijdens hun bezoek vroegen ze zelfs niet naar die Cambodjaanse partner, een voormalig diplomaat van wie na zijn eerdere terugkeer naar zijn vaderland totaal niets meer was vernomen: die was vast druk bezig met zijn "revolutionaire verplichtingen" veronderstelden zij in hun politieke correctheid. Waarschijnlijk was hij toen reeds dood, vermoedt Fröberg Idling.
In 2012 publiceerde Fröberg Idling zijn debuutroman Sång till den storm som ska komma.
Zijn derde boek, de roman Julia & Paul, verscheen in 2017. Een jaar later volgde 17 april 1975. A Cambodian Journey, geschreven samen met de Italiaanse fotografe Giovanna Silva.